# Renato Anselmi
Renato Anselmi (Marigliano, 26 ottobre 1891 – Genova, 3 ottobre 1973) è stato uno schermidore italiano, specializzato nella sciabola. Ha vinto una medaglia d'oro (con Bino Bini, Vincenzo Cuccia, Oreste Moricca, Oreste Puliti e Giulio Sarrocchi) e due d'argento nella scherma ai Giochi olimpici.

## Palmarès
In carriera ha ottenuto i seguenti risultati:
Giochi olimpici
Individuale
A squadre
- Oro nella sciabola a Parigi 1924
- Argento nella sciabola ad Amsterdam 1928
- Argento nella sciabola a Los Angeles 1932

Mondiali
Individuale
A squadre
- Argento nella sciabola a Liegi 1930
- Argento nella sciabola a Vienna 1931

Campionati italiani
Individuale
- Oro nella sciabola nel 1929
- Oro nella sciabola nel 1930

A squadre